# تشيبر باي ذا دوزن 2
تشيبر باي ذا دوزن 2 (بالإنجليزية: Cheaper by the Dozen 2)‏ هو فيلم أمريكي عائلي بطولة ستيف مارتن، بوني هنت، بايبر بيرابو عرض في 21 ديسمبر 2005 إخراج آدم شانكمان.

## قصة
يعود ستيف مارتن وبوني هنت في دور توم وكيت باكر في هذا الجزء الثاني من فيلم 2003 «تشيبر باي ذا دوزين». في هذا الجزء يقوم الزوجان بأخذ أولادهم الإثناعشر إلى كوخهم الصيفي في ويسكونسن لقضاء إجازة الصيف معاً قبل أن يغادرهم بعض الأولاد. بعد وصولهم هناك، تتحول إجازتهم الهادئة إلى زوبعة عندما تتحدى عائلتهم عائلة غريم توم من أيام الدراسة، جيمي مورتف (إيجيني ليفي).

## الميزانية والإيرادات
بلغت تكلفة إنتاج الفيلم حوالي 60 مليون دولار بينما حقق أرباحا تقدر بـ 129.1 مليون دولار.

## وصلات خارجية
- تشيبر باي ذا دوزن 2 على موقع IMDb (الإنجليزية)
- تشيبر باي ذا دوزن 2 على موقع ميتاكريتيك (الإنجليزية)
- تشيبر باي ذا دوزن 2 على موقع روتن توميتوز (الإنجليزية)
- تشيبر باي ذا دوزن 2 على موقع نتفليكس (الإنجليزية)
- تشيبر باي ذا دوزن 2 على موقع قاعدة بيانات الأفلام العربية
- تشيبر باي ذا دوزن 2 على موقع ألو سيني (الفرنسية)
- تشيبر باي ذا دوزن 2 على موقع Turner Classic Movies (الإنجليزية)
- تشيبر باي ذا دوزن 2 على موقع أول موفي (الإنجليزية)
- تشيبر باي ذا دوزن 2 على موقع بوكس أوفيس موجو (الإنجليزية)
- تشيبر باي ذا دوزن 2 على موقع فيلمافينيتي (الإسبانية)